# Вістл (РСЗВ)
Вістл  — білоруська роботизовна реактивна система залпового вогню малого радіуса дії

## Історія
Розроблена фірмою «БСВТ — нові технології». Основу комплексу «Вістл» складає наземна безпілотна малопомітна бойова машина, що оснащена поворотною платформою з пакетом з 18 напрямних для реактивних снарядів С-5, які застосовуються в авіаційних комплексах. 

## Конструкція
Гусеничне шасі керується по захищеному бездротовому каналу зв'язку з відстані до 5 км. При використанні квадрокоптера в якості ретранслятора оператор може керувати роботом та обмінюватися з ним даними на відстані до 10 км. Втім, РСЗВ може працювати не лише під управлінням оператора, але і самостійно, слідуючи за попередньо запрограмованим маршрутами. Програмований варіант передбачає 24-х годинний режим дії, при якому робот самостійно рухається по маршруту, відстежуючи та знищуючі цілі. У разі якщо сигнал оператора буде заглушений засобами радіоелектронної протидії противника, передбачений варіант, коли робот залишає бойову позицію і повертається в заздалегідь обумовлену точку. Пошук, виявлення, ідентифікація, супровід та знищення цілей здійснюються за допомогою нейромережі, що значно скорочує час реакції та підвищує влучність.
Комбінована броня робота зі сталі і кевлара витримує обстріл 7,62 мм кулями з відстані 300 м.
Гібридна силова установка складається з дизеля, агрегатованого з генератором. Привід ведучих коліс здійснюється від електромоторів, які отримують енергію, накопичену в акумуляторах. Потужність і ефективність роботи тягових електродвигунів визначається схемою підключення розгінних контролерів, які мають можливість інтелектуального програмування в залежності від навантажень. Електропривод ведучіх коліс в поєднання з використанням гумових гусениць обумовлює практично безшумне пересування робота, а при непрацюючому дизелі інфрачервона сигнатура «Вістла» мінімальна.
До складу оптико-електронної системи «Чиж», якою оснащена роботизована РСЗВ, входять чотири камери та лазерний далекомір. Дві камери — телевізійні, ще дві — тепловізійні, що працюють в різних полях зору. Широке поле потрібно для виявлення об’єктів, вузьке — для наведення. Система виявлення цілей пасивна, тобто, на відміну від РЛС, не випромінює радіохвиль та ніяк не демаскує наявність своєї роботи.